# Петька 5: Конец игры
Петька 5: Конец игры — компьютерная игра в жанре графического квеста, разработанная компанией «Сатурн-плюс» и выпущенная компанией «Бука» 7 октября 2004 года. Является прямым продолжением игры «Петька 4: День независимости» и пятой в серии игр «Петька и Василий Иванович».

## Игровой процесс
Игра «Петька 5: Конец игры» является двумерной графической приключенческой игрой от третьего лица. Как и в других квестах, игрок, по мере развития сюжета, должен исследовать игровое пространство, подбирать и использовать предметы, решать загадки, разговаривать с персонажами. Подобно предыдущим играм серии, всё игровое пространство разделено на сцены. На каждой сцене обычно присутствуют предметы и персонажи, с которыми герои могут взаимодействовать, а также переходы на соседние сцены. Курсор, наведённый на активную зону, показывает возможное действие героев («осмотреть», «идти», «действие», «поговорить»). Для быстрого перемещения между посещёнными сценами на некоторых локациях игрок также может использовать карту.
В игре есть три управляемых персонажа — Петька, Василий Иванович Чапаев и Анка. Игрок может сменять активного персонажа на другого, если он доступен для управления в данный момент игры. В зависимости от выбранного персонажа эффект от совершаемых игроком действий может различаться. Для управления используется метод point-and-click. У героев есть инвентарь для хранения предметов. Предметы из инвентаря можно применять на других предметах и персонажах локаций (в том числе и на самих героях), совмещать между собой, а также рассматривать и разбирать.

## Сюжет
Игра начинается с разговора двух абстрактных личностей — Красного творца и Котовского («внешнего агента»). Из их разговора можно узнать о некоем «Красном проекте». Творец, руководитель проекта, сообщает Котовскому, что «Красный проект» нуждается в героизме. Котовский отвечает, что у него на примете были двое героев (имея в виду Петьку и Василия Ивановича), которые раньше участвовали в «Красном проекте», однако по недоразумению выпали из него. По приказу Творца начинается операция «Красная работа», цель которой — проверить героический потенциал Петьки и Василия Ивановича.
Петька и Василий Иванович просыпаются в одном из деревенских подвалов Гадюкино и не понимают, как оказались здесь. Выбравшись на поверхность, они обнаруживают, что Гадюкино находится в катастрофическом положении: деревню заняли бандиты, население убывает, а главарь местной банды батька Филин терроризирует окрестности. По рассказам местных жителей, из Гадюкино нет выхода, и многочисленные попытки покинуть деревню заканчивались трагично. Однако Петька и Василий Иванович находят тайный выход, через который они попадают в Шишкин овраг. Преодолев некоторые трудности, герои с помощью Фурманова связываются с Центром и получают указание — встретить Котовского и бронепоезд «Даёшь» на станции Перегаровка. Петька и Василий Иванович спасают Анку (которая является агентом-наблюдателем и работает на «Красный проект») из плена Филина — и летят на аэроплане к станции. К несчастью, самолёт терпит крушение, но, по счастливой случайности, падает прямо в Перегаровку. Там Анка узнаёт о том, что бронепоезд уже давно отправился со станции. Волею случая Анка находит Чапаева и Петьку на разбитом аэроплане и помогает им выбраться оттуда. Затем они отправляются по следам бронепоезда. После долгого пути они всё-таки находят бронепоезд, сошедший с рельс.
Агента-наблюдателя Анку понижают в звании и отстраняют от операции, поскольку она помогает героям и тем самым негативно влияет на чистоту эксперимента. Тем не менее, Петька и Чапай с доблестью справились со всеми испытаниями, поэтому Творец решает изменить условия: необходимо взять одного из двух героев и проверить его отдельно. Загадочным образом Петька исчезает (по задумке эксперимента) и, оставшись в одиночестве, попадает в место, где царит светлое будущее. Ничего не понимая, он выбирается оттуда и встречает своего двойника и двойника Чапаева (которые тоже являются частью эксперимента). От удивления он падает в обморок. В своём отчёте Котовский делает заключение, что герои поодиночке справляют с переменой условий гораздо хуже, чем вдвоём. Операция «Красная работа» закончена и начинается новая операция «Валгалла».
Петька добирается до музея Революции, где встречает Василия Ивановича в усыпальнице. После этого он попадает в комнату, где Котовский рассказывает ему о «Красном проекте». Герои олицетворяют исключительный героизм, что может оказаться крайне полезным для проекта. Но, по словам Котовского, строительство светлого будущего — это кропотливый, однообразный процесс, в котором боевым героям нет места. По этой причине Котовский предлагает Петьке операцию по консервации и омолаживанию, аргументируя это тем, что Василий Иванович уже согласился; не имея права выбора, Петька соглашается.

## Персонажи
- Петька и Василий Иванович Чапаев (ВИЧ) — внешне кардинально изменились, причём Петька стал выше Чапая.
- Анка — агент-наблюдатель. Следит за героями.

## Второстепенные персонажи
- Фурманов — комиссар Шишкиного оврага, директор ЗАГСа.
- Проф — вооружённый охранник перед землянкой Фурманова. Когда последнему стало плохо, оставил пост и переместился в землянку.
- Батька Филин — главарь бандитов. Похитил Анку, впоследствии был обманут Петькой и ВИЧом.
- Акатуй и Зверентуй — братья-телохранители батьки Филина.
- Атаман Струк — один из подручных батьки Филина. Сидит в кабаке и стреляет направо и налево. Ему Петька и ВИЧ вернули папаху, из-за которой он и затеял весь сыр-бор.
- Фидюкин — один из подручных батьки Филина, водитель автомобиля. Украл и растратил кассу и, чтобы не попасть под трибунал, предал красных, перейдя к бандитам. Ему Петька и ВИЧ достали покурить.
- Фига-Золотой Зуб — хозяин гадюкинского кабака.
- Чернокнижный — колдун хутора Жеребец. Живёт отшельником в каменной мельнице, изучает астрономию, хранит травы и грибы.
- Фома Кожин — проголодавшийся наблюдатель на вышке, не имеющий права покинуть свой пост.
- Федосеич — пасечник. У него пропали пчёлы и от этого он не хотел ни с кем разговаривать. Петька вернул ему их, а также разрушил смертельно опасное пугало с крутящимися косами. Проводил Петьку и ВИЧа до хутора Жеребец.
- Дормидоша (полное имя — Дормидон) — старик, живущий на крыше одного из дома в Гадюкино. Страдает инфантилизмом. Совершал сделки с Петькой.
- Фуфайкер — немецкий пилот-интервент, потерпевший аварию в хуторе. Большой оригинал и изобретатель.
- Маруся (Митенька) — каратель батьки Филина. В детстве был разлучён со своей матерью цыганами, с помощью Петьки и Чапаева встретился с ней вновь. Физически самый сильный в Гадюкино: помог Петьке и ВИЧу навести мост перед вышкой Фомы Кожина.
- Гаврюша Троян — подручный атамана Филина. Пьяница и бандит.
- Якшаров — бывший партизан, перебежавший к батьке Филину ради дармового самогона. Украл из штаба телефонную трубку. Благодаря собственной оплошности был загнан на дерево медведем.
- Клара Лофт — местная певица ресторана «Шухеризада». Буржуазная красивая дама, развращённая роскошью, но не без доброго сердца. Впоследствии вышла замуж за архитектора Хренова и вскоре развелась.
- Архитектор Хренов — архитектор советского будущего, убеждённый коммунист. Живёт в нищете, голодает, занимается разработкой архитектурных проектов светлого будущего. Муж Клары Лофт, в игре разводится с ней.
- Филипп Кратт — атаман. Любовник Клары Лофт.
- Бичо Кинджалидзе — грузинский князь. Любовник Клары Лофт.
- Шпора — пожарный. Любовник Клары Лофт.
- Глотов — буржуй, нэпман, кооператор. Встречается в Гадюкино и в светлом будущем.
- Начальник станции — пожилой смотритель, копивший всю жизнь деньги, которые в итоге обесценились. Страдал зубной болью, которую Анка помогла снять.
- Аптекарь — внешне похожий на китайца человек. В обмен на барыши давал Анке различные медицинские препараты, а в обмен на избавление от шарманки дал одну из своих лестниц.
- Афанасий Зубец — профессиональный фотограф-корреспондент. Разговорчив. В советское время стал делать снимки на заказ.
- Павлик Морозов — пионер. В отличие от других игр, не имеет ничего общего с Павликом Морозовым — фанатиком и ищейкой. Был похищен хулиганом и мужественно выдерживал пытки.
- Хулиган — пионер-сирота. Держал в плену пионера Павлика Морозова. Петька, заключая с ним сделки, в итоге добился освобождения Павлика.
- Варвара — пионерка. Обладает высокой сознательностью, стоит на карауле у красного уголка.
- Тимур — лидер местных тимуровцев. Имеет много общего с оригиналом. Желал выбраться из светлого будущего, чтобы бежать в Испанию на помощь республиканцам. Работал в тире, скрывая своё лицо в противогазе. Единственный человек, знающий выход из города.
- Котовский — внешний агент. Работает на «Красный проект».
- Творец — лидер «Красного проекта». Анонимная личность, но в роликах делаются прозрачные намёки, что это Сталин.

## Продолжение
Ранее предполагалось, что игра станет последней в серии, тем не менее, ни чёткого подтверждения, ни опровержения сами разработчики не дали. И уже через год вышло продолжение серии — «Петька 6: Новая реальность».